# Denmanův ledovec
Denmanův ledovec (Denman Glacier) je ledovec v Antarktidě. Nachází se v Zemi královny Marie, vzniká na Antarktické plošině a ústí do Shackletonova šelfového ledovce. Ledovec je dlouhý 110 kilometrů a široký 16 kilometrů. Objevila jej v roce 1912 expedice Douglase Mawsona a dala mu název podle tehdejšího australského generálního guvernéra Thomase Denmana. Letecký průzkum oblasti proběhl v rámci Operace Highjump.
V roce 2019 objevili vědci z Kalifornské univerzity v Irvine, že pod ledovcem se nachází nejnižší bod zemského povrchu, který není na dně oceánu. Dno tohoto kaňonu leží 3500 metrů pod hladinou moře.
Telením ledovce vzniká v Jižním oceánu dočasný ledový ostrov Poběda.
Klimatické změny způsobují ústup ledovce, který podle odhadů ztratil v letech 1979 až 2018 přibližně 270 gigatun ledu. Systém COSMO-SkyMed změřil, že zánik Denmanova ledovce by zvedl hladinu světového oceánu o půldruhého metru.